# Basisvolkskongress
Der Basisvolkskongress (arabisch المؤتمر الشعبي الأساسي, DMG al-muʾtamar aš-šaʿbī al-asāsī) war die kleinste Einheit des Regierungssystems in Libyen unter der Diktatur von Muammar al-Gaddafi. 
Normalerweise regelt es das Äquivalent einer Gemeinde (die geographische Verwaltungseinheit wurde in Libyen auch Basis-Volkskongress genannt). Der Kongress bestand aus sämtlichen volljährigen Männern und Frauen. 
Der eigentliche Kongress tagte in drei geplanten Sitzungen pro Jahr oder bei Notwendigkeit. Das erste Treffen war in der Regel einer detaillierten Agenda für die nächsten zwei Sitzungen gewidmet. In der zweiten Sitzung des Basisvolkskongresses diskutierte man Fragen der lokalen Wirtschaft, während in der dritten Sitzung die Sitze in den Ausschüssen bestimmt wurden und über die gewählten Vertreter der Politik auf nationaler und internationaler Ebene diskutiert wurde.
Die nächsthöhere politische Ebene waren die Bezirkskongresse und dann darüber der Allgemeine Volkskongress an der Spitze.